# Marché couvert de Peyrusse-le-Roc
Le marché couvert de Peyrusse-le-Roc est un marché couvert médiéval situé en France sur la commune de Peyrusse-le-Roc, dans le département de l'Aveyron en région Midi-Pyrénées.
Il fait l'objet d'une inscription au titre des monuments historiques depuis le 3 septembre 1992.

## Localisation
Le marché est situé sur la commune de Peyrusse-le-Roc, dans le département français de l'Aveyron.

## Historique
L'édifice est inscrit au titre des monuments historiques en 1992.